# Стиллер, Мориц
Мориц Стиллер (швед. Mauritz Stiller, 17 июля 1883, Гельсингфорс – 18 ноября 1928, Стокгольм) — шведский актёр,  сценарист и режиссёр немого кино.

## Биография
Родился в Хельсинки в семье польских евреев, настоящее имя — Мойше Штиллер. Его мать покончила жизнь самоубийством, когда ему было четыре года. После этого воспитывался в семье друзей родителей. С детства проявил интерес и способности к театру. Был призван в российскую армию, но, не желая служить, бежал в Швецию.
В 1912 году Стиллер начал работу в быстро развивающейся индустрии немого кино в Швеции, одновременно как сценарист, режиссёр (дебютировал фильмом Мать и дочь, швед. Mor och dotter) и актёр короткометражных фильмов. Как актёр он снялся всего в пяти фильмах, и после 1912 года практически завершил актёрскую карьеру, чтобы иметь больше времени на сценарии и режиссуру. Скоро он перешёл к полнометражным фильмам. В 1918 году поставленный им фильм Первый сын Томаса Грааля (швед. Thomas Graals bästa barn) с Виктором Шёстрёмом в главной роли получил множество откликов в прессе. К 1920 году Стиллер, снявший к тому времени более тридцати пяти фильмов, был ведущей фигурой шведской киноиндустрии. Жорж Садуль наряду с Шёстрёмом назвал его крупнейшим мастером шведского кинематографа, охарактеризовав его следующим образом: «Это художник тонкий, впечатлительный, несколько женственный. Он создаёт часто образы глубокие и поэтические, причём не последнюю роль здесь играет его совершенное чувство пластичности». 
В 1920 году в Королевском Драматическом Театре в Стокгольме он увидел молодую актрису по имени Грета Густафсон, и предложил ей важную роль второго плана в фильме Сага об Иёсте Бёрлинге. Он также выбрал для неё сценический псевдоним Грета Гарбо. Фильм имел значительный успех, и Стиллер и Гарбо отправились в США, где приняли предложение Луиса Майера о приеме на работу в компанию Метро Голдвин Майер.
В Голливуде Стиллер начал работать над фильмом Соблазнительница. Тем не менее, он не смог адаптироваться к работе в составе большой студии, и после множества конфликтов был уволен, а фильм передан Фреду Нибло. Стиллер был немедленно принят на работу в конкурирующую студию «Famous Players-Lasky Corporation», где снял три фильма, но был уволен во время съёмок четвертого как результат постоянных разногласий с хозяевами студии.
Мориц Стиллер вернулся  в Швецию в 1927 году и на следующий год умер от плеврита в возрасте сорока пяти лет. Он похоронен в Стокгольме на кладбище Норра.

## Фильмография
| - 1928 — Улица греха (режиссёр) - 1927 — Суд над женщиной (режиссёр) - 1927 — Колючая проволока (режиссёр) - 1927 — Отель Империал (режиссёр) - 1926 — Соблазнительница (режиссёр) - 1913 — En pojke i livets strid (режиссёр) - 1924 — Сага об Иёсте Бёрлинге / Gösta Berlings saga (режиссёр, сценарист) - 1923 — Сага о Гуннаре Хеде / Gunnar Hedes saga (режиссёр, сценарист) - 1921 — Беженцы / De landsflyktige (режиссёр, сценарист) - 1921 — Юхан / Johan (режиссёр, сценарист) - 1914 — När svärmor regerar (актёр, режиссёр, сценарист) - 1920 — Fiskebyn (режиссёр) - 1920 — Эротикон / Erotikon (режиссёр, сценарист) - 1919 — Песнь о багрово-красном цветке / Sången om den eldröda blomman (режиссёр, сценарист) - 1919 — Деньги господина Арне / Herr Arnes pengar (режиссёр, сценарист) - 1918 — Thomas Graals bästa barn (режиссёр, сценарист) - 1917 — Лучший фильм Томаса Грааля / Thomas Graals bästa film (режиссёр, сценарист) - 1917 — Александр Великий / Alexander den Store (режиссёр, сценарист) - 1916 — Vingarne/ Крылья, по роману Германа Банга Михаэль (актёр, режиссёр, сценарист) - 1916 — Lyckonålen (режиссёр) - 1916 — Любовь и журналистика / Kärlek och journalistik (режиссёр) - 1916 — Kampen om hans hjärta (режиссёр) - 1916 — Балетная примадонна / Balettprimadonnan (режиссёр) - 1915 — När konstnärer älska (режиссёр) - 1915 — Mästertjuven (режиссёр) - 1915 — Minlotsen (режиссёр) - 1915 — Мадам де Теб / Madame de Thèbes (режиссёр) - 1915 — Lekkamraterna (режиссёр, сценарист) - 1915 — Hämnaren (режиссёр) - 1915 — Hans hustrus förflutna (режиссёр) - 1915 — Hans bröllopsnatt (режиссёр) - 1915 — Кинжал / Dolken (режиссёр, сценарист) - 1914 — Stormfågeln (режиссёр) - 1914 — Skottet (режиссёр) - 1914 — Det röda tornet (режиссёр, сценарист) - 1914 — När svärmor regerar (актёр, режиссёр, сценарист) - 1914 — För sin kärleks skull (режиссёр, сценарист) - 1914 — Bröderna (режиссёр) - 1914 — Kammarjunkaren (сценарист) - 1913 — Vampyren (режиссёр, сценарист) - 1913 — På livets ödesvägar (режиссёр) - 1913 — En pojke i livets strid (режиссёр) - 1913 — Den okänd (режиссёр, сценарист) - 1913 — När larmklockan ljuder (режиссёр) - 1913 — När kärleken dödar (режиссёр, сценарист) - 1913 — Den moderna suffragetten (режиссёр, сценарист) - 1913 — Mannekängen (режиссёр, сценарист) - 1913 — Livets konflikter (режиссёр) - 1913 — Gränsfolken (режиссёр) - 1913 — Barnet (режиссёр) - 1912 — Den tyranniske fästmannen (актёр, режиссёр, сценарист) - 1912 — Trädgårdsmästaren (актёр, сценарист) - 1912 — De svarta maskerna (режиссёр, сценарист) - 1912 — Мать и дочь / Mor och dotter (режиссёр, сценарист) - 1912 — I livets vår (актёр) |